# Tina Moore
Tina Moore (* 17. Oktober 1970 in Racine, Milwaukee, Wisconsin) ist eine amerikanische R&B-Sängerin.

## Leben
Moore besuchte zunächst das „Wisconsin Conservatory of Music“. 1994 bekam sie ihren ersten Plattenvertrag bei dem Chicagoer Label Scotti Bros. Die Debütsingle Color Me Blue belegte Platz 73 der Billboard Hot R&B/Hip-Hop Singles & Tracks. Im Mai des folgenden Jahres schaffte es Never Gonna Let You Go auf Platz 27 der amerikanischen R&B-Hitliste sowie auf Platz 36 der Hot Dance Music/Maxi-Singles Sales. Kurze Zeit später kam All I Can Do auf Platz 48 der R&B-Charts.
Weil Never Gonna Let You Go als Importpressung im Vereinigten Königreich sehr gefragt war, entschied sich die Plattenfirma dort für eine reguläre Veröffentlichung. Daraufhin stieg das Lied im August 1997 in die englischen Top 10, erreichte Platz 7 und gehört zu den 20 meistverkauften Singles des Jahres 1997 in England. Im April 1998 hatte Moore mit Nobody Better noch einen Top-20-Hit in den UK-Charts. Weitere kommerzielle Erfolge gab es nicht.

## Diskografie

### Alben
- 1995: Tina Moore
- 2000: All in My Vibe
- 2002: Time Will Tell

### Singles
- 1994: Color Me Blue
- 1995: Never Gonna Let You Go
- 1995: All I Can Do
- 1997: Nobody Better
- 1998: 98’